# 74. ceremonia wręczenia Oscarów
74. ceremonia rozdania Oscarów odbyła się 24 marca 2002 roku w Kodak Theatre w Los Angeles.

## Ciekawostki
- Ceremonia wręczenia została przeniesiona do Kodak Theatre i odbyła się po raz pierwszy w Hollywood od 1959 roku.
- Halle Berry jest pierwszą Afroamerykanką, która zdobyła Oscara w kategorii najlepsza aktorka.
- Po zdobyciu 20 nominacji i 3 statuetek Oscara na ceremonii pojawił się Woody Allen, który zaprezentował krótki film oddający hołd Nowemu Jorkowi w kinematografii.
- Wprowadzono nową kategorię dla najlepszego filmu animowanego.
- Po zdobyciu 15 nominacji w kategoriach najlepsza muzyka i najlepsza piosenka Randy Newman dostał swojego pierwszego w karierze Oscara za piosenkę „If I Didn't Have You” do filmu Potwory i spółka.

## Wykonawcy piosenek
- „Until...” - Sting
- „May It Be” - Enya
- „If I Didn't Have You” - Randy Newman & John Goodman
- „There'll You'll Be” - Faith Hill
- „Vanilla Sky” - Paul McCartney

## Laureaci

### Najlepszy film
- Brian Grazer i Ron Howard – Piękny umysł
- Robert Altman, Bob Balaban i David Levy – Gosford Park
- Graham Leader, Ross Katz i Todd Field – Za drzwiami sypialni
- Peter Jackson, Barrie M. Osborne i Fran Walsh – Władca Pierścieni: Drużyna Pierścienia
- Fred Baron, Martin Brown i Baz Luhrmann – Moulin Rouge!

### Najlepszy aktor
- Denzel Washington – Dzień próby
- Will Smith – Ali
- Russell Crowe – Piękny umysł
- Sean Penn – Jestem Sam
- Tom Wilkinson – Za drzwiami sypialni

### Najlepszy aktor drugoplanowy
- Jim Broadbent – Iris
- Jon Voight – Ali
- Ian McKellen – Władca Pierścieni: Drużyna Pierścienia
- Ben Kingsley – Sexy Beast
- Ethan Hawke – Dzień próby

### Najlepsza aktorka
- Halle Berry – Czekając na wyrok
- Renee Zellweger – Dziennik Bridget Jones
- Sissy Spacek – Za drzwiami sypialni
- Judi Dench – Iris
- Nicole Kidman – Moulin Rouge!

### Najlepsza aktorka drugoplanowa
- Jennifer Connelly – Piękny umysł
- Helen Mirren – Gosford Park
- Maggie Smith – Gosford Park
- Kate Winslet – Iris
- Marisa Tomei – Za drzwiami sypialni

### Najlepszy film animowany
- Aron Warner – Shrek
- John A. Davis i Steve Oedekerk – Jimmy Neutron: mały geniusz
- Pete Docter i John Lasseter – Potwory i spółka

### Najlepsza scenografia i dekoracja wnętrz
- Catherine Martin i Brigitte Broch – Moulin Rouge!
- Aline Bonetto i Marie-Laure Valla – Amelia
- Stephen Altman i Anna Pinnock – Gosford Park
- Stuart Craig i Stephenie McMillan – Harry Potter i Kamień Filozoficzny
- Grant Major i Dan Hennah – Władca Pierścieni: Drużyna Pierścienia

### Najlepsze zdjęcia
- Andrew Lesnie – Władca Pierścieni: Drużyna Pierścienia
- Sławomir Idziak – Helikopter w ogniu
- Bruno Delbonnel – Amelia
- Roger Deakins – Człowiek, którego nie było
- Donald McAlpine – Moulin Rouge!

### Najlepsze kostiumy
- Catherine Martin i Angus Strathie – Moulin Rouge!
- Milena Canonero – Afera naszyjnikowa
- Jenny Beavan – Gosford Park
- Judianna Makovsky – Harry Potter i Kamień Filozoficzny
- Ngila Dickson i Richard Taylor – Władca Pierścieni: Drużyna Pierścienia

### Najlepsza reżyseria
- Ron Howard – Piękny umysł
- Ridley Scott – Helikopter w ogniu
- Robert Altman – Gosford Park
- Peter Jackson – Władca Pierścieni: Drużyna Pierścienia
- David Lynch – Mulholland Drive

### Pełnometrażowy film dokumentalny
- Jean-Xavier de Lestrade i Denis Poncet – Zabójstwo w niedzielny poranek

### Krótkometrażowy film dokumentalny
- Sarah Kernochan i Lynn Appelle – Thoth

### Najlepszy montaż
- Pietro Scalia – Helikopter w ogniu
- Mike Hill i Daniel P. Hanley – Amelia
- Dody Dorn – Piękny umysł
- Jill Bilcock – Moulin Rouge!
- John Gilbert – Władca Pierścieni: Drużyna Pierścienia

### Najlepszy film nieanglojęzyczny
- Bośnia i Hercegowina – Ziemia niczyja, reż. Danis Tanović
- Norwegia – Elling, reż. Petter Næss
- Francja – Amelia, Jean-Pierre Jeunet
- Argentyna – Syn panny młodej, reż. Juan José Campanella
- Indie – Lagaan: Dawno temu w Indiach, reż. Ashutosh Gowariker

### Najlepsza charakteryzacja
- Peter Owen i Richard Taylor – Władca Pierścieni: Drużyna Pierścienia
- Greg Cannom i Colleen Callaghan – Piękny umysł
- Maurizio Silvi i Aldo Signoretti – Moulin Rouge!

### Najlepsza muzyka
- Howard Shore – Władca Pierścieni: Drużyna Pierścienia
- John Williams – A.I. Sztuczna inteligencja
- James Horner – Piękny umysł
- John Williams – Harry Potter i Kamień Filozoficzny
- Randy Newman – Potwory i spółka

### Najlepsza piosenka
- „If I Didn't Have You” – Potwory i spółka – Randy Newman
- „Until” – Kate i Leopold – Sting
- „May It Be” – Władca Pierścienia: Drużyna Pierścienia – Enya, Nicky Ryan, Roma Ryan
- „There You'll Be” – Pearl Harbor – Diane Warren
- „Vanilla Sky” – Vanilla Sky – Paul McCartney

### Najlepszy dźwięk
- Michael Minkler, Myron Nettinga i Chris Munro – Helikopter w ogniu
- Vincent Arnardi, Guillaume Leriche i Jean Umansky – Amelia
- Andy Nelson, Anna Behlmer, Roger Savage i Guntis Sics – Moulin Rouge!
- Greg P. Russell, Peter J. Devlin, Kevin O’Connell – Pearl Harbor
- Christopher Boyes, Michael Semanick, Gethin Creagh i Hammond Peek – Władca Pierścieni: Drużyna Pierścienia

### Najlepszy montaż dźwięku
- George Watters II i Christopher Boyes – Pearl Harbor
- Gary Rydstrom i Michael Silvers – Potwory i spółka

### Najlepsze efekty specjalne
- Jim Rygiel, Randall William Cook, Richard Taylor i Mark Stetson – Władca Pierścieni: Drużyna Pierścienia
- Dennis Muren, Scott Farrar, Stan Winston i Michael Lantieri – A.I. Sztuczna inteligencja
- Eric Brevig, John Frazier, Edward Hirsh, Ben Snow – Pearl Harbor

### Krótkmetrażowy film animowany
- Ralph Eggleston – Ptasie sprawki
- Ruairi Robinson - Pięćdziesiąt procent szarości

### Krótkometrażowy film aktorski
- Ray McKinnon i Lisa Blount – Księgowy

### Najlepszy scenariusz oryginalny
- Julian Fellowes – Gosford Park
- Guillaume Laurant i Jean-Pierre Jeunet – Amelia
- Christopher Nolan i Jonathan Nolan – Memento
- Milo Addica i Will Rokos – Czekając na wyrok
- Wes Anderson i Owen Wilson – Genialny klan

### Najlepszy scenariusz adaptowany
- Akiva Goldsman – Piękny umysł
- Daniel Clowes i Terry Zwigoff – Ghost World
- Todd Field i Robert Festinger – Za drzwiami sypialni
- Fran Walsh, Philippa Boyens i Peter Jackson – Władca Pierścieni: Drużyna Pierścienia
- Ted Elliott, Terry Rossio, Joe Stillman i Roger S.H. Schulman – Shrek

### Oskar Honorowy
- Robert Redford i Sidney Poitier – za całokształt twórczości